# Cercopitec
Els cercopitecs (Cercopithecus) són un gènere de primats catarrins de la família dels cercopitècids que inclou 25 espècies. Mesuren un màxim de 130 cm i pesen uns 8 kg. Viuen uns 25 anys.
La seva dieta consisteix en fruita, llavors, brots frescs, herba, insectes, rèptils i ocells que encara no han abandonat el niu. Es distribueixen arreu d'Àfrica, on viuen a sabanes, manglars i muntanyes envoltades d'aigua.
Els cercopitecs tendeixen a viure en petits grups jeràrquics de 20-40 membres cadascun. Les femelles adultes formen el centre dels petits grups familiars. Tenen una gran expressivitat facial i vocal.
Popularment s'anomenen mones, mone(i)es, monards, bugies o xímies (i no pas micos, mot que preferentment designa els primats de cua llarga).